# Eunotia
Eunotia (von griech. eunotos mit starkem Rücken versehen) ist eine Gattung der Kieselalgen (Bacillariophyta) mit etwa 100 Arten, die im Süßwasser vorkommen. 

## Merkmale
Eunotia ist eine einzellige Kieselalge, die lange, gekrümmte Schalen besitzt. An den Enden sind sie manchmal zurückgekrümmt. Die Einzelzellen haben die für Kieselalgen typische Schale aus zwei Theken. Die Schalen ist in der Seitenansicht rechteckig. In der Schalenansicht sind hier nur an den Zellenden kurze Raphenäste zu erkennen. Der Zellkern sitzt in der Mitte der Zelle, die beiden langen, plattenförmigen Plastiden liegen unter den beiden Schalen. Sie sind durch Fucoxanthin goldbraun gefärbt. In manchen Fällen bilden mehrere Zellen lockere Kolonien oder haften sich mit Gallerte am Substrat an. Die Zellen sind 10 bis 220 Mikrometer lang.
Die ungeschlechtliche Fortpflanzung erfolgt durch die typische Zweiteilung der Kieselalgen, die zur Verkleinerung der Zellen führt. Geschlechtliche Fortpflanzung erfolgt durch Isogamie oder Anisogamie, wobei pro Zelle je ein Gamet gebildet wird. Im Anschluss erfolgt während der Auxosporenbildung die Zellvergrößerung.

## Vorkommen
Eunotia wächst auf Pflanzen oder am Sediment. Sie kommt vorwiegend in oligotrophen, schwach bis stark sauren Gewässern vor. Sie ist auch in Quellen und Fließgewässern zu finden. 

## Belege
- Karl-Heinz Linne von Berg, Michael Melkonian u. a.: Der Kosmos-Algenführer. Die wichtigsten Süßwasseralgen im Mikroskop. Kosmos, Stuttgart 2004, ISBN 3-440-09719-6, S. 216.